# Apocalisse nel deserto
(Werner Herzog)
Apocalisse nel deserto (Lektionen in Finsternis) è un film del 1992 diretto da Werner Herzog.
L'affermato regista tedesco girò nel 1991 un documentario sfruttando le suggestioni date da immagini che già i telegiornali di tutto il mondo avevano parzialmente trasmesso. Appena terminata la Guerra del Golfo, con la conquista del Kuwait ad opera dell'esercito statunitense, riprese infatti lo scenario apocalittico lasciato dalle truppe irachene che nel ritirarsi dai territori occupati incendiarono centinaia di pozzi di petrolio.

## Trama
(Blaise Pascal (nel film) in realtà di Herzog)
Introdotto da una frase attribuita arbitrariamente a Pascal, il film si struttura in tredici brevi capitoli: Una capitale, La guerra, Dopo la battaglia, Reperti da camere di tortura, Il Parco Nazionale di Satana, Infanzia, E salì un fumo come il fumo di una fornace, Un pellegrinaggio, Sauri in viaggio, Protuberanze, Il prosciugarsi dei pozzi, Vita senza fuoco, Sono così stanco di sospirare; Signore, fa che venga la sera.
Le immagini sono commentate da una voce che accompagna con sguardo distaccato i vari capitoli.
Si passa dalle immagini del deserto, a quelle di distruzione, agli incendi dei pozzi petroliferi e agli sforzi che squadre altamente specializzate devono compiere per cercare di poter spegnere questi. I lavoratori vengono chiamati "creature" a testimoniare il distacco dell'osservatore che documenta ciò che vede, come se venisse da un altro mondo.

## Produzione
L'Iraq di Saddam Hussein invade il Kuwait il 2 agosto 1990. In poco meno di due mesi, gli Stati Uniti di Bush sotto l'egida dell'ONU ricacciano l'armata irachena dal Kuwait, liberandolo, con quella che prenderà il nome di prima Guerra del Golfo. In segno di ritorsione però, gli iracheni durante la ritirata incendiano i pozzi di petrolio del deserto kuwaitiano.
Le immagini di centinaia pozzi di petrolio incendiati nel deserto fanno il giro del mondo.
Herzog sentì l'esigenza di registrare questo fatto storico per poterlo conservare a futura memoria. Il progetto del film si sviluppò ancora prima che il regista si recasse sul posto. Werner Herzog contattò una troupe inglese in Kuwait diretta da Paul Berriff e le eccellenti riprese aeree dovute alla perizia del pilota dell'elicottero e alla prontezza del cameraman Simon Werry si conclusero prima del suo arrivo. Oltre che nel '91 Herzog si recò in Kuwait una seconda volta nel '92 per girare le sequenze ravvicinate ai pozzi e svolgere alcune interviste sul posto.
Tra l'altro preferì lasciare lo Stato prima di aver terminato le riprese previste, avendo capito che la sua presenza e le sue ricerche stavano cominciando a destare sospetti.
I geyser di petrolio che si vedono nel documentario, sputano fuoco a trecento piedi nel cielo con una pressione tale da provocare un rumore paragonabile a quattro Jumbo che decollano all'unisono.
Il film è stato coprodotto dall'unica pay tv tedesca, la Première di Amburgo, in collaborazione con la francese Canal+ e la ITEL.
La prima proiezione avvenne al Festival di Berlino il 21 febbraio 1992 mentre il successivo 27 febbraio il film fu trasmesso sul canale tedesco a pagamento Première.

## Colonna sonora
L'accompagnamento musicale attinge ad un repertorio di musica classica e comprende:
- Richard Wagner: Preludio da L'oro del Reno, Preludio da Parsifal, Siegfried's Trauermusik da Il crepuscolo degli dei;
- Edvard Grieg: La morte di Åse, dal Peer Gynt suite N°1 op. 46;
- Sergej Sergeevič Prokof'ev: Sonata per due violini op. 56;
- Arvo Pärt: Stabat Mater;
- Giuseppe Verdi: Recordare da Messa di requiem;
- Franz Schubert: Notturno op. 148;
- Gustav Mahler: Urlicht dalla Sinfonia N°2

## Accoglienza

### Critica
A proposito del concetto di "Verità intensificata", espresso più volte dal regista, sono illuminanti alcune sue dichiarazioni rilasciate successivamente: "L'incipit del film ... attribuito a Pascal, in realtà è inventato. Mi piace fare queste cose, io sono un narratore e non un documentarista tradizionale" e prosegue: "Dopo la citazione la voce off afferma «maestose catene di montagne, nubi, la terra avvolta dalla foschia». In realtà ho filmato cumuli di polvere e terra formatosi dal passaggio degli autocarri. Queste "catene di montagne" erano alte poco più di qualche centimetro!"
Inoltre, nel finale del film, il gesto dell'uomo che lancia una fiaccola riaccendendo la fiamma su un pozzo petrolifero appena spento con enorme fatica, fa sorgere più di un interrogativo. L'affanno di quegli uomini intenti a spegnere le fiamme è lo stesso che li spinge a riaccenderli, perché non concepiscono lo stare senza? È questa una chiave di lettura anche per lo stato delle cose attuali?
Sorge poi il dubbio che quel gesto non potesse essere ripreso senza un preventivo accordo tra il regista e gli stessi protagonisti. La qual cosa sarebbe sufficiente per compromettere definitivamente la classificazione dell'opera come documentario. Oltre a questo va sottolineato che del conflitto bellico all'origine di tutto quanto viene mostrato, non viene fornito alcun riferimento storico, né geografico. Forse perché superfluo, o forse perché uno dei leitmotiv del film è l'ambiguità, del vedere, dell'ascoltare, della percezione. Astrazione confermata dalla narrazione musicale, totalizzante. Tutti elementi già presenti nel precedente Fata Morgana (1971) e ripresentati nel successivo e più esplicito L'ignoto spazio profondo (2005).
Il titolo originale in lingua tedesca è il più allusivo Lektionen in Finsternis, che significa letteralmente Lezioni di oscurità.

## Distribuzione
In Italia è stato distribuito in DVD dalla Ripley's Home Video (con La Soufrière).

## Riconoscimenti
- Grand prix, Melbourne International Film Festival, 1993